# Peperomia huberi
Peperomia huberi är en pepparväxtart som beskrevs av C. Dc.. Peperomia huberi ingår i släktet peperomior, och familjen pepparväxter. Inga underarter finns listade i Catalogue of Life.